# Elisabeth von Gutmann
Elisabeth von Gutmann (6 de janeiro de 1875  – 28 de setembro de 1947) foi a esposa do príncipe Francisco I de Liechtenstein.

## Início da vida
Elisabeth (também conhecida como Elsa) nasceu em Viena, Áustria-Hungria. Ela era filha de Wilhelm Isa Ritter von Gutmann e sua segunda esposa Ida Wodianer.Seu pai era um empresário judeu da Morávia. Ele foi nomeado cavaleiro em 1878 pelo imperador Francisco José I. Entre 1891-1892, ele foi presidente da Comunidade Israelita de Viena.

## Casamentos

### Primeiro casamento
Elisabeth casou-se em Viena com o barão Géza Erős de Bethlenfalva (1866-1908). Ele morreu em 7 de agosto de 1908. Eles não tiveram filhos.

### Segundo casamento
Em 1914, ela conheceu no fundo de ajuda para os soldados, o príncipe Francisco I de Liechtenstein. O irmão do príncipe Francisco, o príncipe João II, não aprovou esta relação. Em 11 de fevereiro de 1929, o príncipe Francisco sucedeu seu irmão como Francisco I, já que o seu irmão tinha morrido solteiro e sem filhos. Em 22 de julho de 1929, Elisabeth e Francisco I casaram-se em Viena. Eles não tiveram filhos. 

## Anos mais tarde
Após a morte de seu marido em 1938, ela viveu em Semmering Pass, até a anexação da Áustria à Alemanha Nazista, quando ela foi para o exílio na Suíça, onde morreu em Vitznau, em 1947.
Ela foi a primeira princesa que não foi enterrada em Vranov, mas na nova cripta real ao lado da Catedral de Vaduz.

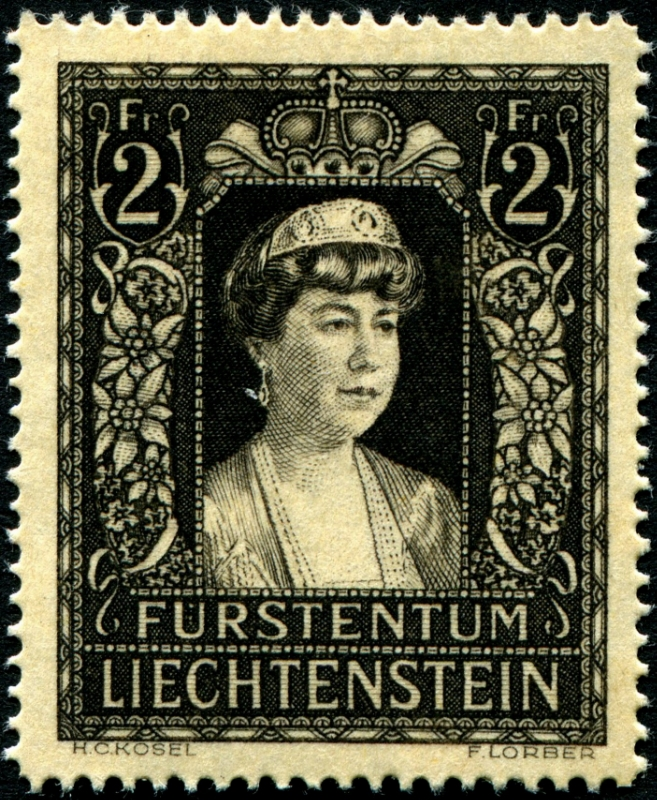
Elsa von Gutmann em um selo comemorativo

## Títulos e estilos
- Elisabeth von Gutmann
- Elisabeth, a Baronesa de Bethlenfalva
- 1929-1947: Sua Alteza Sereníssima a Princesa do Liechtenstein